# Янгода (приток Пясины)
Янгода — река в Таймырском Долгано-Ненецком районе Красноярского края России, правый приток Пясины. Длина реки — 288 км, площадь водосборного бассейна — 10100 км².

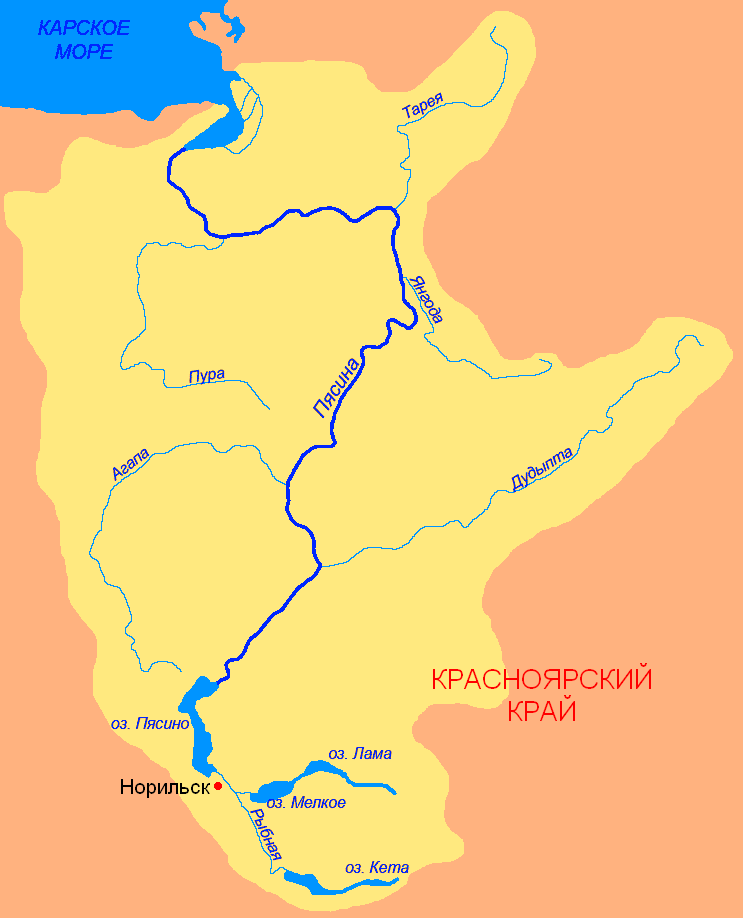
Схема бассейна Пясины

Река вытекает из небольшого безымянного озерка в урочище Янгода-Тас на Северо-Сибирской низменности на высоте более 100 м над уровнем моря. В верховьях течёт преимущественно на восток. Описав дугу, после впадения Копсоктока, поворачивает на восток, а в нижнем течении, после впадения реки Большая Сонитэ река устремляется на северо-запад. В среднем течении русло расширяется до 100 м. В бассейне ландшафт представляет собой арктическую тундру, большое число некрупных озёр. Берега часто заболоченные или песчаные, редко — обрывистые, встречается термокарст. Впадает в Пясину справа в 364 км от ее устья, выше впадения Тареи, на высоте менее 5 м над уровнем моря. В нижнем течении ширина русла достигает 265-280 м при глубине 1,5-2,3 м.

## Основные притоки
Указаны поименованные притоки длиной 30 км и более.
| Название       | Расстояние от устья | Длина | Положение |
| -------------- | ------------------- | ----- | --------- |
| Бантоуда       | 27                  | 58    | правый    |
| Чугукебигай    | 56                  | 41    | правый    |
| Бинюдатари     | 61                  | 41    | правый    |
| Дянгуртари     | 79                  | 47    | левый     |
| Торудейтари    | 88                  | 116   | левый     |
| Большая Сонитэ | 122                 | 184   | левый     |
| Дюдаме         | 122                 | 84    | левый     |
| Онгуоктах-Юрях | 162                 | 119   | правый    |
| Соу-Тари       | 172                 | 47    | правый    |
| Чайби-Тари     | 177                 | 69    | левый     |
| Лаптэ          | 211                 | 77    | левый     |
| Копсокток      | 221                 | 56    | левый     |

## Данные водного реестра
По данным государственного водного реестра России и геоинформационной системы водохозяйственного районирования территории РФ, подготовленной Федеральным агентством водных ресурсов:
- Бассейновый округ — Енисейский
- Речной бассейн — Пясина
- Речной подбассейн — нет
- Водохозяйственный участок — Пясина и другие реки бассейна Карского моря от восточной границы бассейна Енисейского залива до западной границы бассейна реки Каменная
- Код объекта в государственном водном реестре — 17020000112116100127380[5].